# Glenea divergevittata
Glenea divergevittata är en skalbaggsart som beskrevs av Stefan von Breuning 1952. Glenea divergevittata ingår i släktet Glenea och familjen långhorningar.
Artens utbredningsområde är Gabon. Inga underarter finns listade i Catalogue of Life.